# Championnat du monde de rugby à XV des moins de 21 ans 2006
Navigation
Championnat du monde 2005 Championnat du monde 2008
Le Championnat du monde de rugby des moins de 21 ans est une compétition réunissant les meilleures équipes formées par des joueurs âgés de moins de 21 ans. Sa cinquième édition se déroule en Auvergne, du 9 au 25 juin 2006.

## Déroulement
La compétition se déroule en deux phases.

### Phase de poules
Il y a quatre poules de trois équipes chacune. Les équipes de la poule A affrontent celles de la poule D, et celles de la poule B jouent contre celles de la poule C. Les rencontres de poules se déroulent sur trois journées, les 9, 13 et 17 juin 2006. Une victoire donne quatre points au vainqueur. En cas de match nul, les deux adversaires remportent 2 points chacun. Un bonus est accordé aux équipes marquant au moins quatre essais, ainsi qu'à celles qui perdent par moins de 8 points.

### Phase finale
À l'issue de la première phase, les équipes classées de 1 à 4 se rencontrent (demi-finales). Les vainqueurs jouent la finale tandis que les perdants s'affrontent pour la troisième place.
De la même manière, les équipes classées de 5 à 8 se disputent la cinquième place et celles classées de 9 à 12 se rencontrent pour la neuvième place.

## Participants
- Afrique du Sud (T)
- Angleterre
- Argentine
- Australie
- Écosse
- Fidji
- France
- Géorgie
- Irlande
- Italie
- Nouvelle-Zélande
- pays de Galles

## Stades
- Parc des sports Marcel-Michelin, Clermont-Ferrand (14 000 places)
- Stade Antonin-Chastel, Thiers (2 000)
- Stade au Complexe du Mas, Issoire (5 000)
- Stade Couturier, Cournon-d'Auvergne (4 000)
- Stade Darragon, Vichy (6 000)
- Stade Émile-Pons, Riom (2 000).

## Résultats

### Poules
| Poule A        |
| -------------- |
| Afrique de Sud |
| Pays de Galles |
| Irlande        |

| Poule B    |
| ---------- |
| Australie  |
| Angleterre |
| Italie     |

| Poule C          |
| ---------------- |
| Nouvelle-Zélande |
| Écosse           |
| Fidji            |

| Poule D   |
| --------- |
| France    |
| Argentine |
| Géorgie   |

### Rencontres
- Première journée (9 juin 2006)

Poule A contre Poule D
| Afrique du Sud | 20-16 | Argentine | Stade Émile Pons (Riom)            |
| Pays de Galles | 73-25 | Géorgie   | Stade au Complexe du Mas (Issoire) |
| Irlande        | 08-26 | France    | Stade au Complexe du Mas (Issoire) |

Poule B contre Poule C
| Italie     | 16-75 | Nouvelle-Zélande | Stade Émile Pons (Riom) |
| Angleterre | 34-8  | Fidji            | Stade Darragon (Vichy)  |
| Australie  | 18-14 | Écosse           | Stade Darragon (Vichy)  |

- Deuxième journée (13 juin 2006)

Poule A contre Poule D
| Afrique du Sud | 102-17 | Géorgie   | Stade Antonin Chastel (Thiers)       |
| Irlande        | 22-26  | Argentine | Stade Couturier (Cournon d’Auvergne) |
| Pays de Galles | 3-32   | France    | Stade Couturier (Cournon d’Auvergne) |

Poule B contre Poule C
| Australie  | 45-24 | Fidji            | Stade Antonin Chastel (Thiers) |
| Italie     | 10-26 | Écosse           | Stade Darragon (Vichy)         |
| Angleterre | 14-19 | Nouvelle-Zélande | Stade Darragon (Vichy)         |

- Troisième journée (17 juin 2006)

Poule A contre Poule D
| Pays de Galles | 10-13 | Argentine | Stade Émile Pons (Riom)            |
| Irlande        | 47-0  | Géorgie   | Stade au Complexe du Mas (Issoire) |
| Afrique du Sud | 14-10 | France    | Stade au Complexe du Mas (Issoire) |

Poule B contre Poule C
| Angleterre | 31-12 | Écosse           | Stade Émile Pons (Riom) |
| Italie     | 17-43 | Fidji            | Stade Darragon (Vichy)  |
| Australie  | 21-17 | Nouvelle-Zélande | Stade Darragon (Vichy)  |

### Classement des poules
| Rang | Équipe           | J | G | N | P | Pp  | Pc  | Δ    | B | Pts |
| ---- | ---------------- | - | - | - | - | --- | --- | ---- | - | --- |
| 1    | Afrique du Sud   | 3 | 3 | 0 | 0 | 136 | 43  | +93  | 1 | 13  |
| 2    | Australie        | 3 | 3 | 0 | 0 | 82  | 51  | +31  | 1 | 13  |
| 3    | France           | 3 | 2 | 0 | 1 | 68  | 25  | +43  | 3 | 11  |
| 4    | Nouvelle-Zélande | 3 | 2 | 0 | 1 | 121 | 51  | +70  | 2 | 10  |
| 5    | Angleterre       | 3 | 2 | 0 | 1 | 79  | 49  | +30  | 2 | 10  |
| 6    | Argentine        | 3 | 2 | 0 | 1 | 55  | 52  | +3   | 2 | 10  |
| 7    | Irlande          | 3 | 1 | 0 | 2 | 77  | 52  | +25  | 2 | 6   |
| 8    | Pays de Galles   | 3 | 1 | 0 | 2 | 86  | 70  | +16  | 2 | 6   |
| 9    | Écosse           | 3 | 1 | 0 | 2 | 52  | 59  | -7   | 2 | 6   |
| 10   | Fidji            | 3 | 1 | 0 | 2 | 71  | 94  | -23  | 1 | 5   |
| 11   | Italie           | 3 | 0 | 0 | 3 | 43  | 144 | -101 | 0 | 0   |
| 12   | Géorgie          | 3 | 0 | 0 | 3 | 42  | 222 | -180 | 0 | 0   |

- L'Afrique du Sud, meilleur classement après les matches de poule poule, a aussi les meilleure attaque et différence de points, tandis que la France, troisième, a la meilleure défense (ainsi que le maximum de points de bonus).
- L'Australie et l'Afrique du Sud sont seules invaincues.

## Phase finale
- Demi-finales (21 juin 2006)

Pour la 9e place
| Écosse | 46-14 | Géorgie | Stade au Complexe du Mas, Issoire |
| Fidji  | 33-12 | Italie  | Stade au Complexe du Mas, Issoire |

Pour la 5e place
| Angleterre | 13-11 | pays de Galles | Stade Darragon, Vichy |
| Argentine  | 20-42 | Irlande        | Stade Darragon, Vichy |

Pour la 1re place
| Afrique du Sud | 40-23 | Nouvelle-Zélande | Stade Marcel-Michelin, Clermont-Ferrand |
| Australie      | 17-32 | France           | Stade Marcel-Michelin, Clermont-Ferrand |

- Finales (25 juin 2006)

Pour la 11e place
| Italie | 12-9 | Géorgie | Stade Antonin Chastel, Thiers |

Pour la 9e place
| Fidji | 19-21 | Écosse | Stade Antonin Chastel, Thiers |

Pour la 7e place
| Argentine | 28-12 | pays de Galles | Stade Couturier, Cournon d’Auvergne |

Pour la 5e place
| Irlande | 08-32 | Angleterre | Stade Couturier, Cournon d’Auvergne |

Pour la 3e place
| Nouvelle-Zélande | 39-36 | Australie | Stade Marcel-Michelin, Clermont-Ferrand |

Pour la 1e place
| Afrique du Sud | 13-24 | France | Stade Marcel-Michelin, Clermont-Ferrand |

### Finale
La finale de la compétition a lieu le 25 juin 2006 au Stade Marcel-Michelin, à Clermont-Ferrand. Elle voit la France s'imposer face à l'Afrique du Sud sur le score de 24 à 13.
| Finale Dimanche 25 juin 2006 | Afrique du Sud -21                                                                            | 13 - 24 (3 - 15) | France -21                                                                          | Stade Marcel-Michelin, Clermont-Ferrand Arbitre : Chris Pollock |
| Finale Dimanche 25 juin 2006 | Essai(s) : 1 Spies (78e) Transformation(s) : 1 Dollie (79e) Pénalité(s) : 2 Dollie (10e, 53e) |                  | Pénalité(s) : 6 Beauxis (4e, 6e, 26e, 39e, 73e, 80e) Drop(s) : 2 Beauxis (14e, 70e) | Stade Marcel-Michelin, Clermont-Ferrand Arbitre : Chris Pollock |
| Finale Dimanche 25 juin 2006 |                                                                                               |                  |                                                                                     | Stade Marcel-Michelin, Clermont-Ferrand Arbitre : Chris Pollock |

## Classement final
1. France
2. Afrique du Sud (T)
3. Nouvelle-Zélande
4. Australie
5. Angleterre
6. Irlande
7. Argentine
8. Pays de Galles
9. Fidji
10. Écosse
11. Italie
12. Géorgie